# Hey Hey, My My (Into the Black)
Hey Hey, My My (Into the Black) är en låt av Neil Young. Låten finns i två versioner där den ena är akustisk och kallas då My My, Hey Hey (Out of the Blue). Båda finns med på albumet Rust Never Sleeps från 1979. Den släpptes även på singel samma år och nådde plats 79 på amerikanska Billboard Hot 100-listan. Låtens text handlar om hur musiker antingen kan fortsätta göra musik så som de alltid gjort, eller fortsätta utforska nya vägar. När Young skrev låten var han också mycket påverkad av punkens intåg, och hur gamla rockartister skuffades undan till förmån för yngre generationer musiker.
Låtens text kritiserades av John Lennon som menade att döden inte var något att glorifiera. Neil Young svarade senare att texten snarare handlar om rockmusikens väsen än om människors och rockstjärnors död. Efter att Kurt Cobain begick självmord 1994 hittades ett avskedsbrev där han citerat textraden "it's better to burn out than to fade away" från denna låt. Young blev djupt tagen av detta och dedicerade sitt album Sleeps with Angels till Cobain. Lana Del Rey har citerat låten i sin låt "Get Free" från albumet Lust for Life.
Hey Hey, My My finns även tillgänglig i liveversioner på albumen Live Rust (1979) och Weld (1991).